# Natal Indian Congress

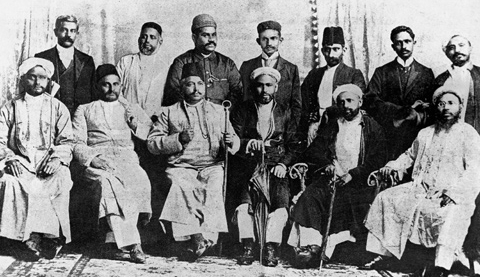
Fondateurs du Natal Indian Congress

Le Natal Indian Congress était une organisation dont le but était de combattre la discrimination contre les Indiens en Afrique du Sud. Le Natal Indian Congress fut créé par Mohandas Karamchand Gandhi. Une constitution fut mise en place le 22 août 1894.

## Historique
L'organisation rejoint plus tard le Congrès national africain (ANC).
L'organisation connaît un second souffle pendant la lutte anti-apartheid, dès 1971, notamment sous l'influence du photographe d'ascendance indienne Omar Badsha.

## Sources
- Constitution of the Natal Indian Congress-1894
- The Collected Works of Mahatma Gandhi